# Nasser Shabani
Nasser Shabani (1957 - 13 de março de 2020) foi um general iraniano e comandante sênior do Exército dos Guardiães da Revolução Islâmica.
Iiniciou sua carreira militar em 1982, durante a Guerra Irã-Iraque.
Shabani morreu por COVID-19, doença causada pelo novo coronavírus em 13 de março de 2020.